# Acicula hausdorfi
Acicula hausdorfi é uma espécie de gastrópode  da família Aciculidae.
É endémica de Grécia. 